# Kendit Liang
Kendit Liang is een bestuurslaag in het regentschap Dairi van de provincie Noord-Sumatra, Indonesië. Kendit Liang telt 587 inwoners (volkstelling 2010).